# Terceiro Doutor
O Terceiro Doutor (em inglês:  Third Doctor) é uma encarnação do Doutor, o protagonista da série britânica de ficção científica Doctor Who, que foi interpretado por Jon Pertwee entre 3 de janeiro de 1970 e 8  de junho de 1974. Dentro da narrativa da série, o Doutor é um alienígena viajante do tempo, um Senhor do Tempo do planeta Gallifrey que viaja no tempo e no espaço em sua TARDIS, uma cabine policial britânica dos anos 1960, frequentemente acompanhados por companheiros. Quando o Doutor está gravemente ferido, ele pode regenerar seu corpo, mas ao fazê-lo, ganha uma nova aparência física e com ele, uma nova personalidade distinta.
Pertwee retrata um homem de ação esmerado, um contraste gritante com seus antecessores. Enquanto as histórias dos Doutores aconteciam em todo o tempo e espaço, por razões de produção as histórias de Pertwee inicialmente retrataram o Doutor preso na Terra, onde ele trabalhou como assessor científico do grupo militar internacional UNIT. Suas aventuras muitas vezes se inspiravam no spy-fi popularizado pelo programa Os Vingadores da década anterior. Dentro da história, o Terceiro Doutor passou a existir como parte de um castigo de sua própria raça, os Senhores do Tempo, que o obrigou a se regenerar e também desativou sua TARDIS. Eventualmente, esta restrição é revogada e o Doutor embarca em mais histórias de viagens e exploração espacial tradicionais.
Sua acompanhante inicial é a cientista da UNIT Liz Shaw (Caroline John), que é substituída por Jo Grant (Katy Manning), que, em seguida, continua a acompanhar o Doutor depois que ele recupera a utilização de sua TARDIS. Sua companheira final foi a jornalista Sarah Jane Smith (Elisabeth Sladen), que viria a tornar-se companheira do Quarto e também do Décimo Doutor.